# ジョン・エドワード・ウィリアムズ
ジョン・エドワード・ウィリアムズ（John Edward Williams、1922年8月29日 - 1994年3月3日）はアメリカ合衆国の著作家。

## 略歴
ジョン・エドワード・ウィリアムズ（以下、ウィリアムズ）は、1922年テキサス州のクラークスヴィルで生まれる。1942年から1945年まで中国、ビルマ、インドで米国陸軍航空軍（のちの空軍）に勤務した。ザ・スワロー・プレス社から1948年に最初の小説「Nothing But The Night」を1948年に出版し、1949年に彼の最初の詩集「The Broken Landscape」を出版した。マクシミリアン社から、1960年に「ブッチャーズ・クロッシング」を出版した。
文学士号を取った後、デンバー大学の文学修士号とミズーリ大学の博士号を取得したウィリアムズは、1954年にデンバー大学に戻り、30年にわたり literature and the craft of writingの教鞭をとった。1973年に「アウグストゥス」で全米図書賞受賞。

## 主な作品

### 長編
- Nothing But the Night Nothing But the Night（1948年）
- The Broken Landscape The Broken Landscape（1949年）
- ストーナー Stoner （1960年）
  - 東江一紀訳（作品社 2014年）
- ブッチャーズ・クロッシング Butcher's Crossing （1965年）
  - 布施由紀子訳（作品社 2018年）
- アウグストゥス Augustus（1972年）
  - 布施由紀子訳（作品社 2020年）